# رينيه ماندري
رينيه ماندري (بالإستونية: Rene Mandri)‏ مواليد 20 يناير 1984 في إستونيا، هو دراج إستوني في صنف سباق الدراجات على الطريق. شارك في دورة الألعاب الأولمبية الصيفية.

## وصلات خارجية
- الموقع الرسمي

## روابط خارجية
- رينيه ماندري على موقع الاتحاد الدولي للدراجات (الإنجليزية)
- رينيه ماندري على موقع أرشيف الدراجات (الإنجليزية)
- رينيه ماندري على موقع إحصائيات الدراجات الإحترافية (الإنجليزية)
- رينيه ماندري على موقع نسبة الدراجات (الإنجليزية)
- رينيه ماندري على موقع CycleBase (الإنجليزية)
- رينيه ماندري على موقع أوليمبيديا (الإنجليزية)